# サント・ステーファノ・ディ・カドーレ
サント・ステーファノ・ディ・カドーレ（伊: Santo Stefano di Cadore）は、イタリア共和国ヴェネト州ベッルーノ県にある、人口約2,400人の基礎自治体（コムーネ）。

## 地理

### 位置・広がり
ベッルーノ県北東部、カドーレ地方 (it:Cadore) に位置するコムーネで、オーストリアと国境を接する。

#### 隣接コムーネ
隣接するコムーネおよびそれに相当する自治体は以下の通り。括弧内のUDはウーディネ県所属。ATはオーストリア領を示し、AT-2はケルンテン州、AT-7はチロル州所属をそれぞれ示す。
- アウロンツォ・ディ・カドーレ
- ダンタ・ディ・カドーレ
- フォルニ・アヴォルトリ (UD)
- レザハタール （英語版） (AT-2)
- オーバーティリアッハ （英語版） (AT-7)
- サン・ニコロ・ディ・コメーリコ
- サン・ピエトロ・ディ・カドーレ
- サッパーダ (UD)
- ウンターティリアッハ （英語版） (AT-7)
- ヴィーゴ・ディ・カドーレ

### 気候分類・地震分類
気候分類では、zona F, 4141 GGに分類される。
また、イタリアの地震リスク階級 (it) では、zona 3 (sismicità bassa) に分類される。

## 行政

### 分離集落
サント・ステーファノ・ディ・カドーレには、以下の分離集落（フラツィオーネ）がある。
- Campolongo, Casada, Costalissoio

## 姉妹都市
- モンテスペルトリ、イタリア